# 북극

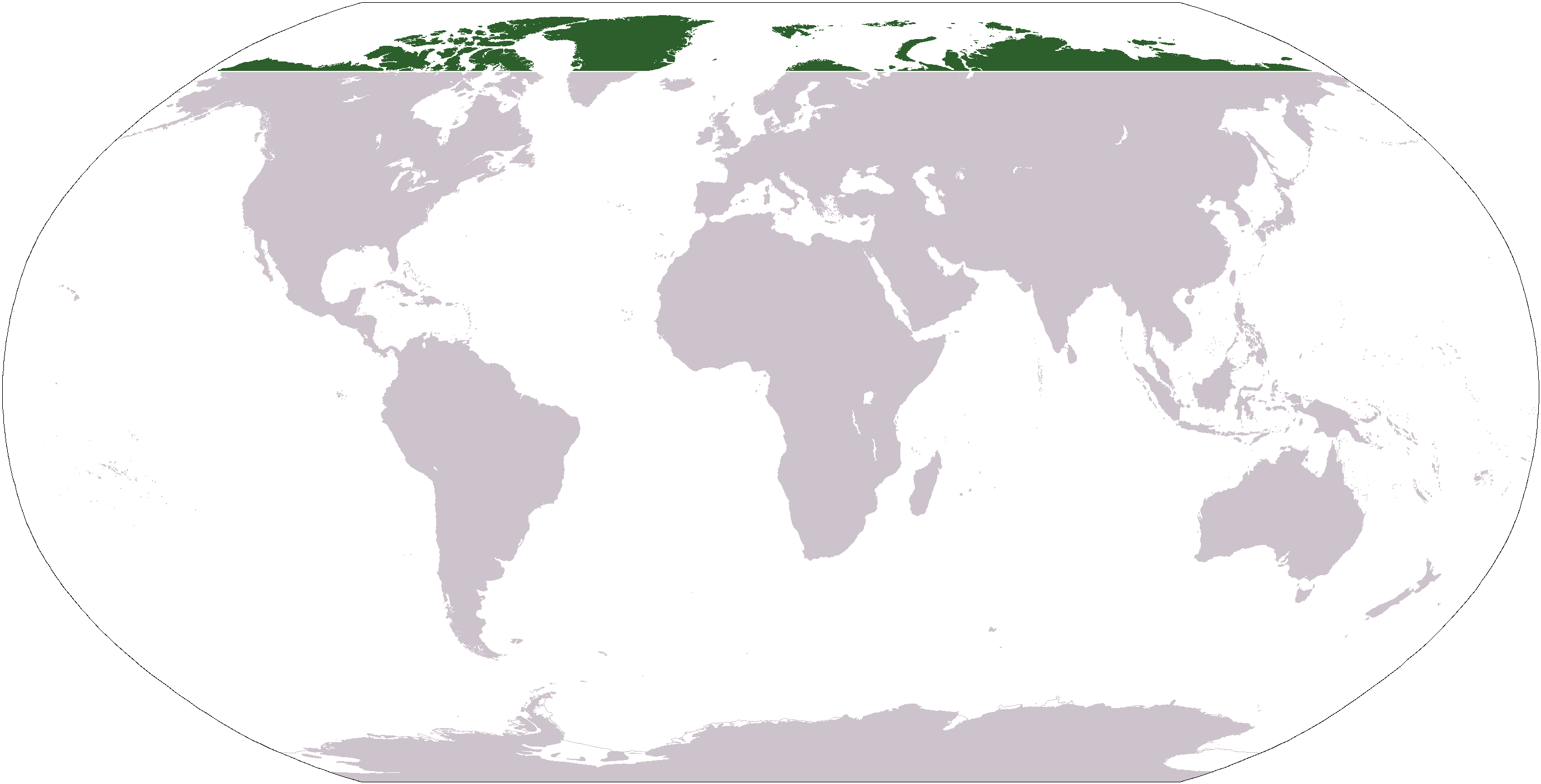
북극

북극해빙

붉은 선은 7월의 기온이 10°C인 등온선이다.

북극(영어: Arctic, 北極)은 지구 북극점 근처의 지역이다. 북극점을 '북극'으로 부르기도 한다. 북극은 북극해뿐만 아니라 러시아, 시베리아(러시아), 알래스카(미국), 캐나다, 그린란드, 아이슬란드, 스칸디나비아(노르웨이, 스웨덴, 핀란드)를 포함한다. 남극과 마찬가지로 북극에도 대한민국을 포함한 여러 나라가 연구 기지를 설치하였다. 북극 지방은 여러 가지 정의가 있는데, 여름에 해가 지지 않고 겨울에 해가 뜨지 않는 북위 66° 33’의 북극권 북쪽 지방으로 정의하거나 기후와 식생을 기준으로 여름철 기온이 10 °C를 넘지 않는 선을 기준으로 하기도 한다. 이 기준은 대략 수목한계선과 일치한다.
사회적 또는 정치적으로, 북극권은 라플란드를 포함한 8개국의 북쪽 영토를 포함하는데, 과학적인 기준으로 이들은 아북극(亞北極)에 해당된다. 북극권은 얼음으로 덮여 있는 넓은 해양과 이를 둘러싼 나무가 없는 동토로 되어 있다. 북극은 연평균 강수량이 100mm를 넘지 않아 눈으로 덮여 있는 한랭 사막에 속한다.

## 범위
북극은 북빙양(北氷洋)이라고도 한다. 면적은 12,577,000 km²이며, 가장 깊은 곳의 깊이는 5,502 m이다. 평균수심은 좁은 의미의 북극해가 1,205 m, 부속해를 포함한 경우에는 1,117 이다. 넓은 의미로는 주변의 바다, 즉 배핀만(灣) 등도 포함하여 말하는 경우도 있다. 태평양과는 베링 해협으로 이어지며, 대서양과는 케네디 해협·배핀만·데이비스 해협 ·덴마크 해협·노르웨이해로 연결된다. 북극해로 흘러드는 큰 하천으로는 아시아의 오브강·예니세이강·레나강과 캐나다의 매켄지강 등이 있다.

## 특징
많은 섬들이 분포하며, 그린란드섬을 비롯하여 스발바르 제도·젬랴프란차요시파 제도·노바야젬랴·노보시비르스크 제도, 캐나다 쪽의 뱅크스·빅토리아·배핀·프린스패트릭·엘즈미어섬 등이 있다. 또한 동시베리아해·랍테프해·카라해·바렌츠해·노르웨이해·그린란드해·보퍼트해 등 많은 부속해를 가진다. 남극에는 남극점을 중심으로 광활한 대륙이 있으나, 북극점의 주변에는 대륙이 없다. 겨울에는 대부분이 두께 1∼15 m의 빙원이 되고, 여름에는 부빙(浮氷)이나 빙산이 되어 유빙(流氷)이 베링해와 북대서양으로 이동한다.

### 해저
해저지형은 로모노소프 해저산맥에 의하여 태평양 쪽의 아메라시아 해분과 대서양 쪽의 유라시아 해분으로 갈라진다. 표면은 해빙으로 뒤덮이지만, 여름에는 연안에 개수면(開水面)이 생겨 항행이 가능하다. 해수는 수직적으로 3층(수괴), 즉 표층수(수온 0∼－1.8 ℃, 염분 0 ~30 ‰), 대서양수(수온 0∼3 ℃, 염분 33∼35 ‰, 심도 200∼900 m), 저층수(수온 0 ℃ 이하, 염분 35 ‰, 심도 900 m 이상)로 나눈다. 베링해로부터 태평양수가 극점 부근까지 흘러들고 있으나 그 양은 많지 않다. 표층수는 주위, 특히 시베리아 강들의 담수와 여름철에 얼음이 녹 배핀만 ·베링 해협의 북부에 많다. 어류는 125종을 넘으며, 주요 어장은 스발바르 제도에서 노바야젬랴에 걸친 수역이다. 일반적으로 생물이 부족하며, 광합성을 하는 식물성 플랑크톤도 8월에 증식할 뿐으로, 다른 해양에 비해 적다.

### 기타
해저 퇴적물은 쇄설물로 된 녹니(綠泥)가 대부분이며, 노르웨이해의 남동부에서는 글로비게리나 연니(軟泥)가 된다. 북극해에서는 미국과 러시아의 표류 관측소가 빙도(氷島)와 해빙에 설치되어, 기상·해양·지자기·오로라 등을 관측한다. 허영호를 대장으로 하는 대한민국의 북극해 횡단 원정대는 1995년 3월 12일 러시아 콤소몰레츠섬 아크티췌스카곶을 출발하여 북극점을 넘어 캐나다 최북단 엘즈미어섬 워드헌터곶에 6월 19일에 도착, 1988년 캐나다-러시아 합동원정대에 이어 사상 2번째로 1,800 km 북극해 도보 횡단에 성공하였다.

## 북극 빙하

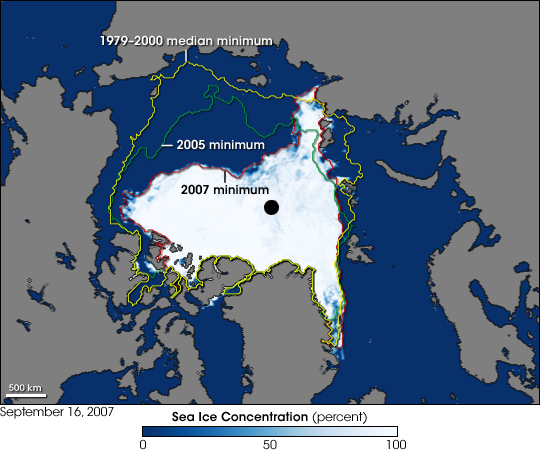
북극 빙하의 1979~2000년 평균, 2005년과 비교한 2007년의 모습

북극 빙하의 감소 원인이 지구 온난화라 규정되었다. 이는 최근 몇 년 간의 유빙(流氷)의 융해(融解)로 보다 명백해졌다. 기후 모형은 북극에서는 전지구 평균보다 큰 온난화가 있을 것을 예견하였다. 2011년에 처음으로 오존홀이 발견 되기도 하였다. 인류는 이미 지구 가장 위에 떠있는 빙하의 3/4을 잃었다.

## 개발
북극은 석유·해저자원 등의 자원이 풍부하여 세계 각국들이 북극에서의 영토를 두고 다투기도 하며, 항로로도 이용하기 좋아서 각광받고 있다. 또 북극 부근에는 여름에 백야 현상이 일어나서 관광지로도 각광받기도 한다.

## 서식 생물

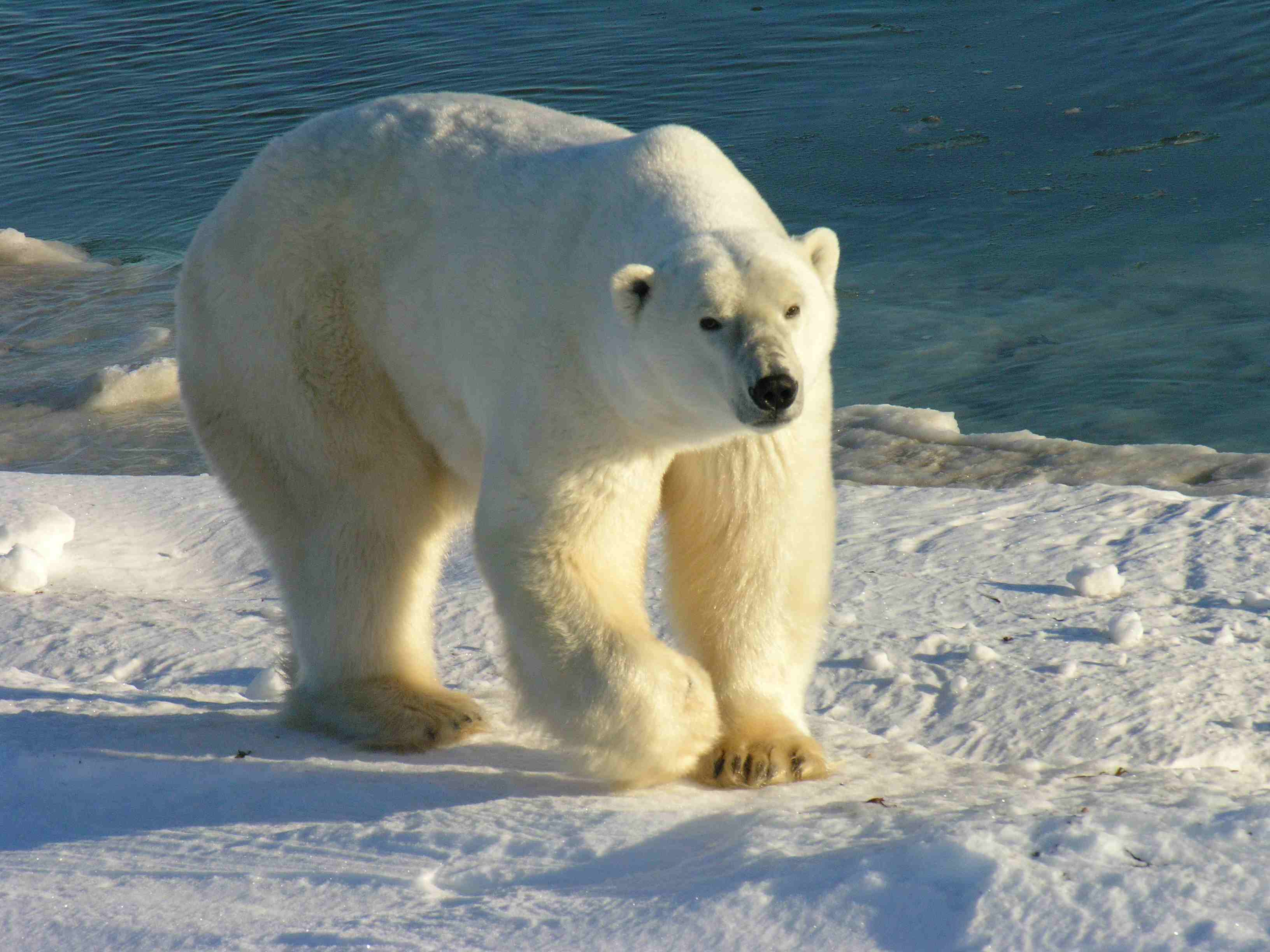
북극곰
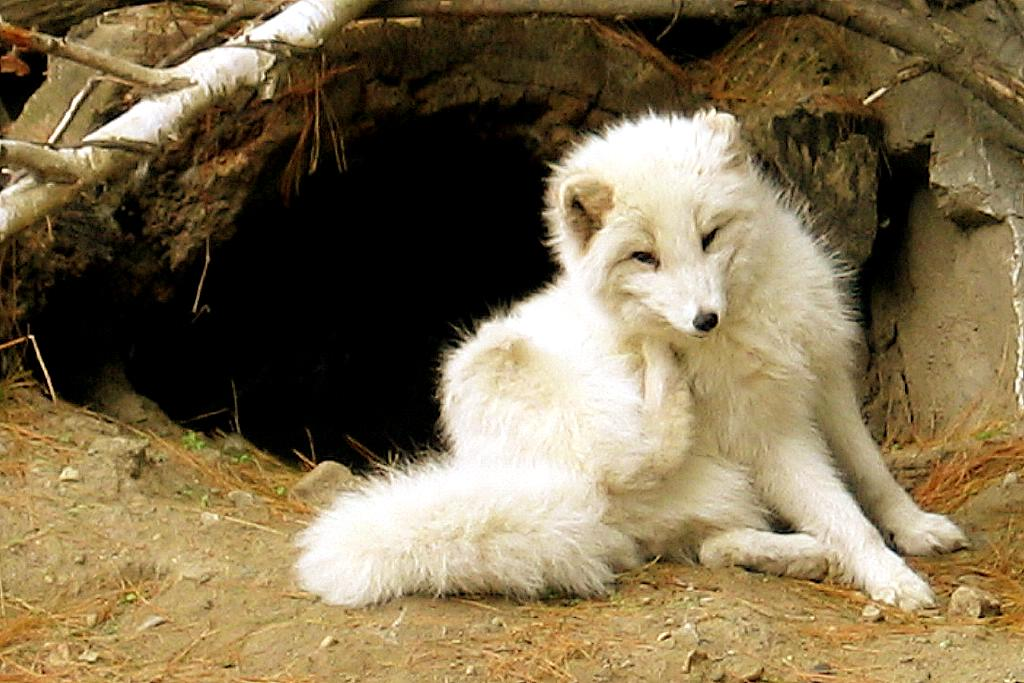
북극여우
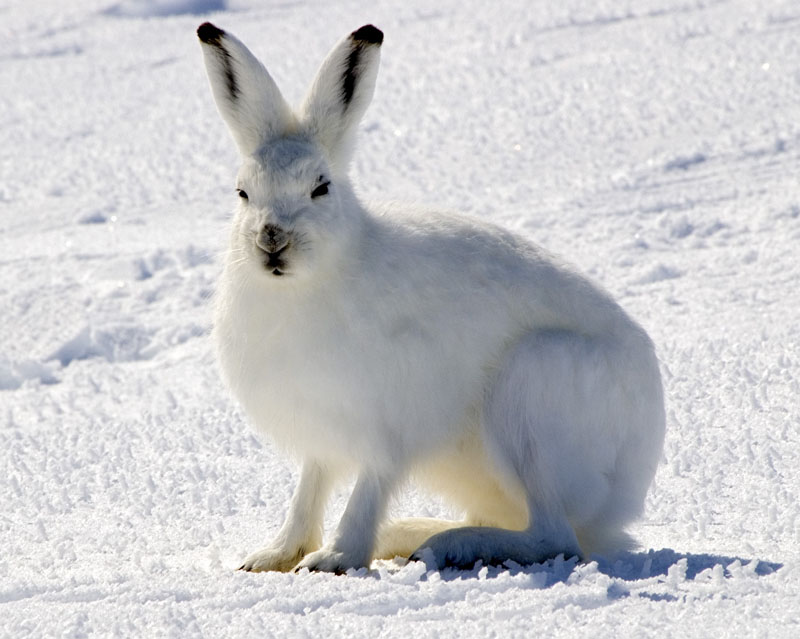
북극토끼
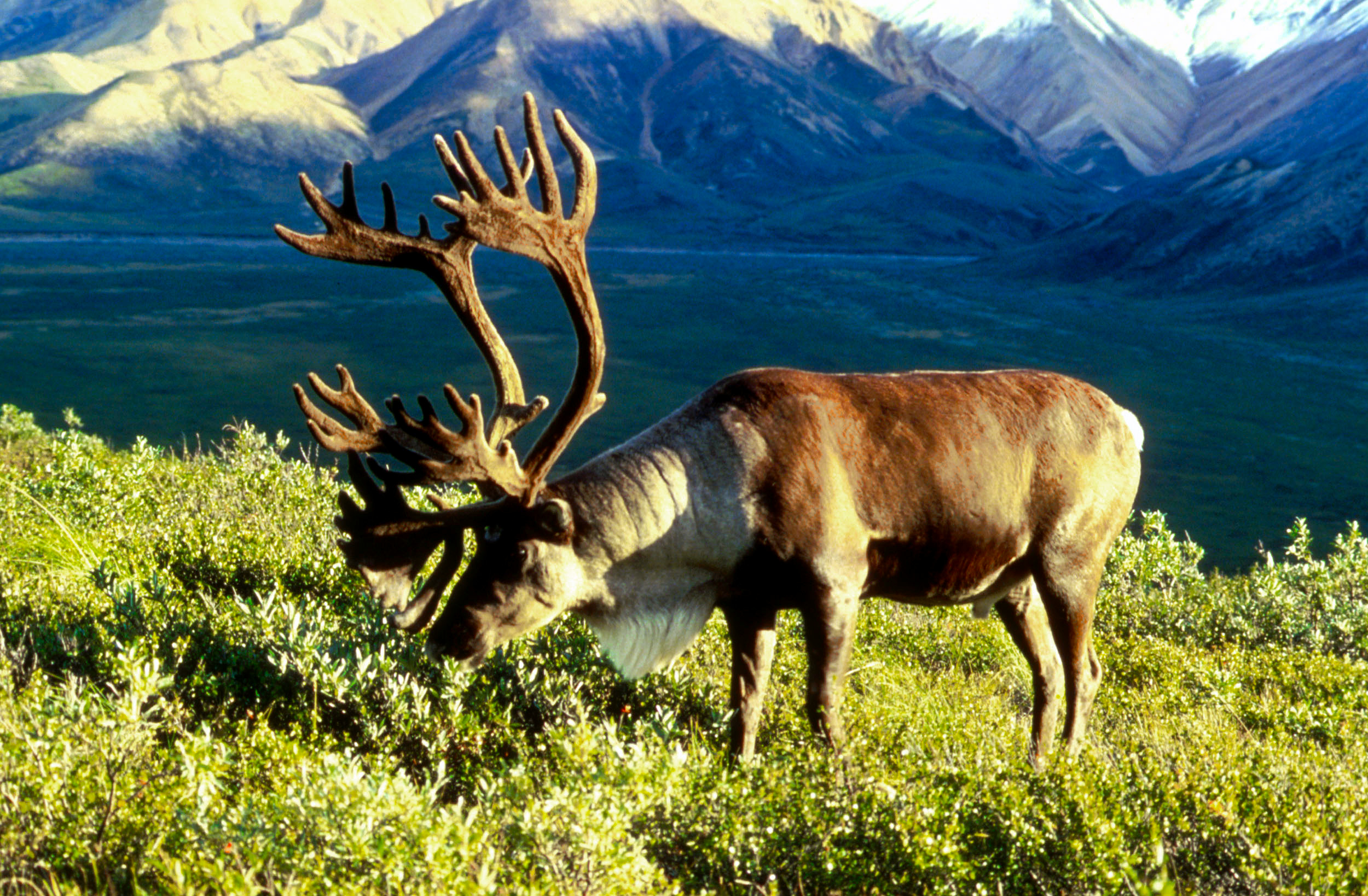
순록
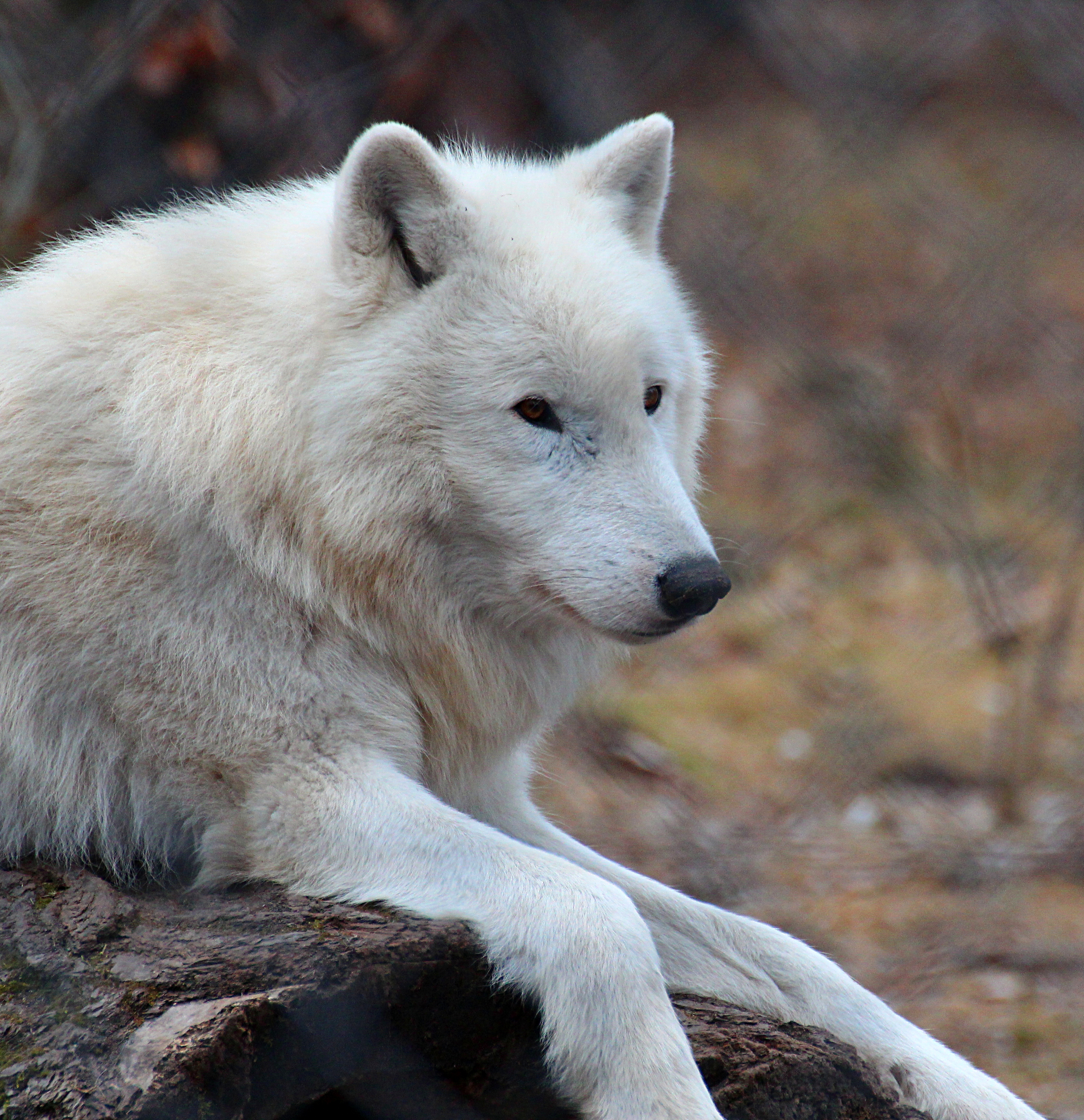
북극늑대
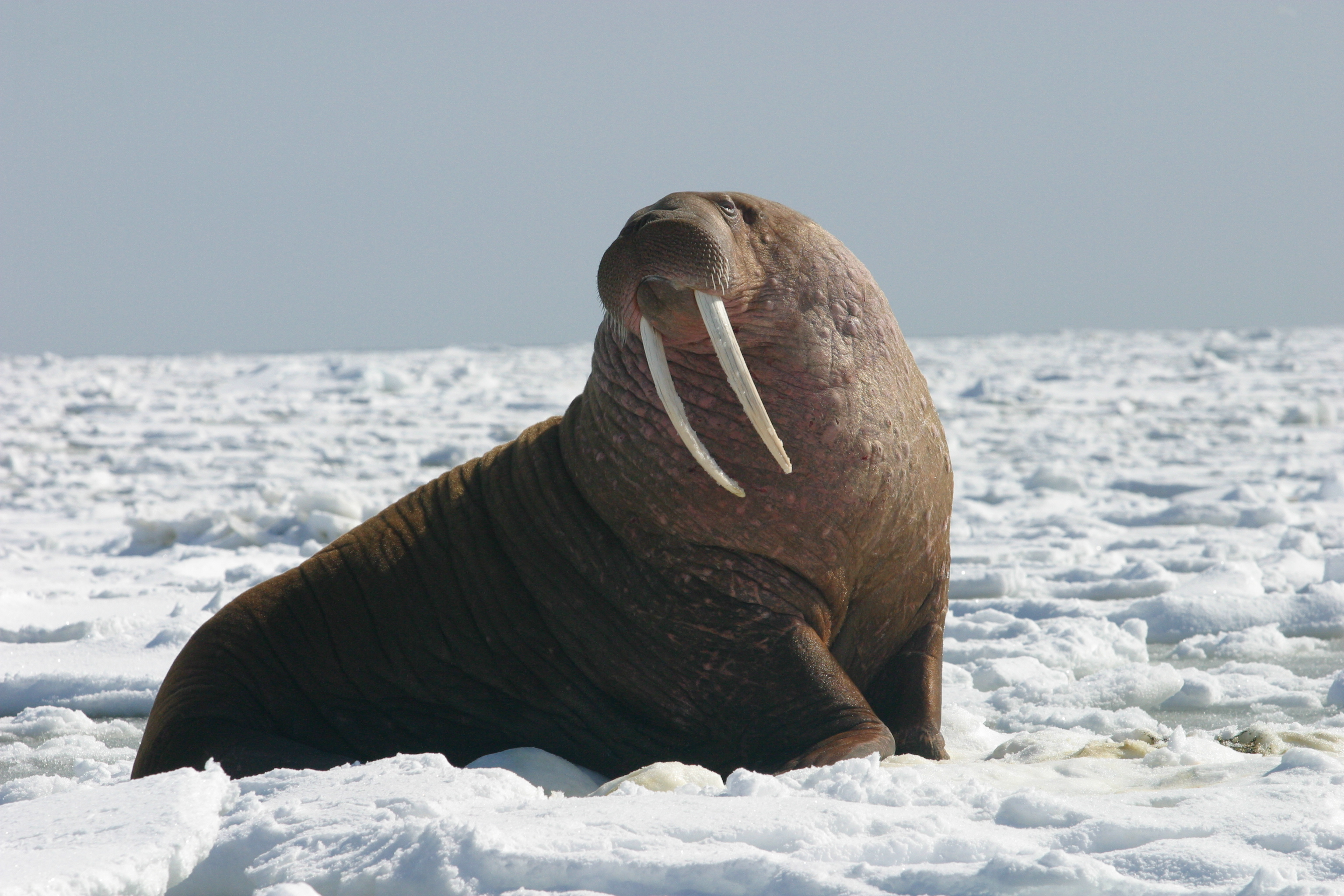
바다코끼리
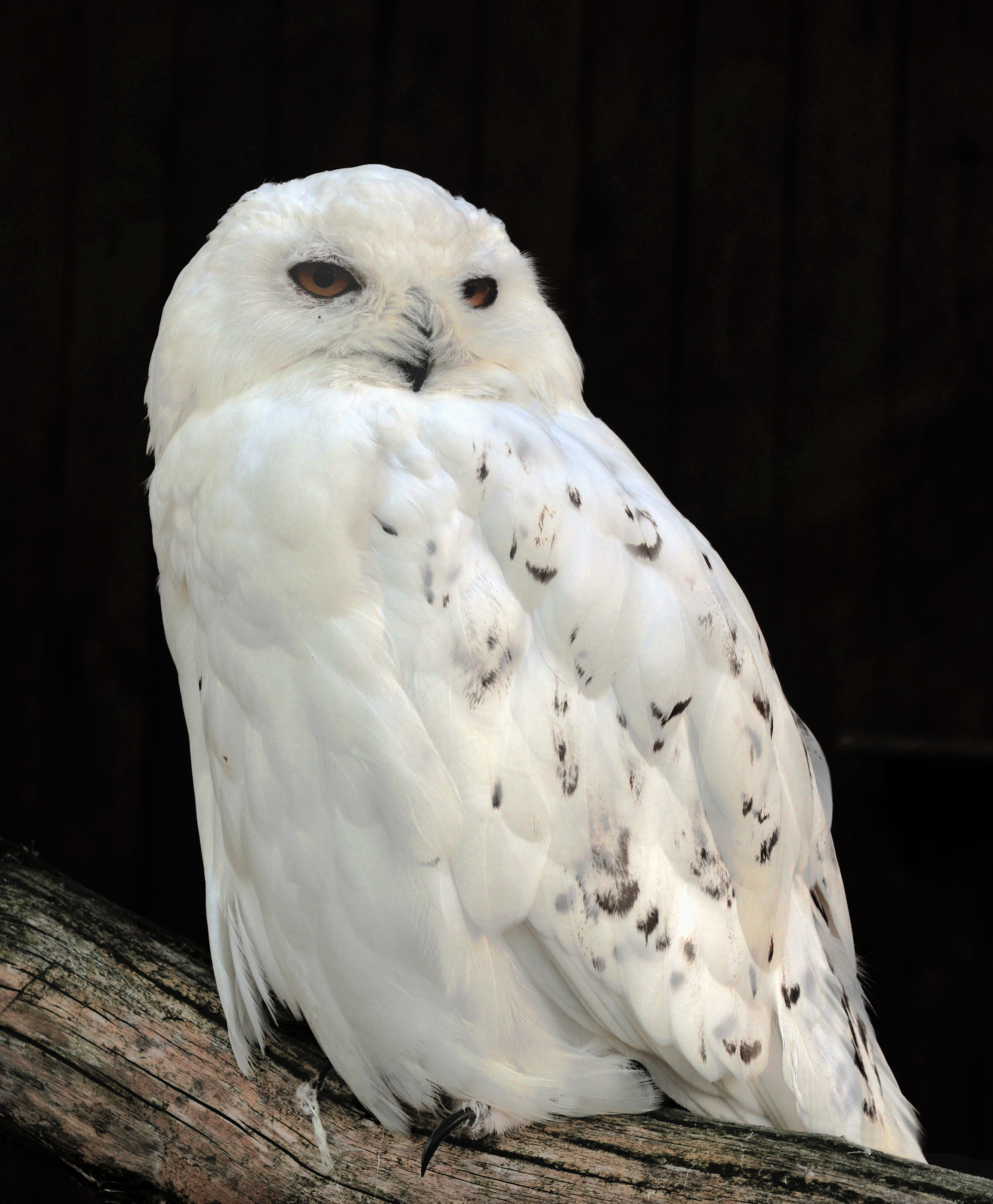
흰올빼미

## 같이 보기
- 북극 국제협력정치학(영어판)
- 다산과학기지
- 북극해
- 북극점
- 북극권
- 지구 온난화
- 남극